# Caloptilia spinulosa
Caloptilia spinulosa är en fjärilsart som beskrevs av Liu och Yuan 1990. Caloptilia spinulosa ingår i släktet Caloptilia och familjen styltmalar. Inga underarter finns listade i Catalogue of Life.